# Evgenij Vajcechovskij
Evgenij Vladimirovič Vajcechovskij (in russo Евгений Владимирович Вайцеховский?; Kirovo-Čepeck, 12 maggio 1986) è un arrampicatore russo.
Pratica le competizioni di speed.
È stato, insieme a Sergej Sinitsyn, il dominatore della Coppa del mondo speed di arrampicata nel primo decennio del nuovo millennio, vincendone tre edizioni e arrivando tre volte secondo.
Detiene il record sul muro omologato dei 15 metri in 5"88, stabilito il 13 ottobre 2012 durante la semifinale di Xining, quinta tappa della Coppa del mondo di arrampicata 2012.

## Biografia
Ha cominciato a partecipare alle competizioni internazionali nel 2003 a diciassette anni. Dopo un anno di apprendistato nel 2004 è già secondo nella classifica finale di coppa del mondo.
Ha vinto un Campionato nel mondo nel 2005 a Monaco di Baviera e tre volte la Coppa del mondo speed di arrampicata, nel 2005, 2006 e 2008.

## Palmarès

### Coppa del mondo
|       | 2003 | 2004 | 2005 | 2006 | 2007 | 2008 | 2009 | 2010 | 2011 | 2012 | 2013 |
| ----- | ---- | ---- | ---- | ---- | ---- | ---- | ---- | ---- | ---- | ---- | ---- |
| Speed | 14   | 2    | 1    | 1    | 2    | 1    | 3    | 2    | 4    | 6    | 7    |

### Campionato del mondo
|       | 2005 | 2007 | 2009 | 2011 | 2012 |
| ----- | ---- | ---- | ---- | ---- | ---- |
| Speed | 1    | 4    | 7    | 9    | 6    |